# Valkyria Chronicles III
Senjō no Valkyria 3: Unrecorded Chronicles (Cròniques No Registrades), conegudes fora del Japó com a Valkyria Chronicles III, és un videojoc de rol tàctic desenvolupat per Sega i Media. Vision per a la PSP. Estrenat el gener de 2011 al Japó, és el tercer joc de la sèrie Valkyria Chronicles. Utilitzant la mateixa fusió de joc tàctic i en temps real que els seus predecessors, la història va paral·lela al primer joc i segueix els "Sense Nom", una unitat militar de presoners que serveix la nació de Gallia durant la Segona Guerra Europea que realitza operacions encobertes.
El joc es va començar a desenvolupar el 2010, i reprenia en gran part la feina feta a Valkyria Chronicles II. Tot i que va conservar les característiques estàndard de la sèrie, també es va sotmetre a diversos ajustaments, com ara fer que el joc fos més indulgent per als nouvinguts de la sèrie. La dissenyadora de personatges Raita Honjou i el compositor Hitoshi Sakimoto tornaven de les obres anteriors, juntament amb el director de Valkyria Chronicles II,Takeshi Ozawa. Un gran equip d'escriptors es van encarregar del guió. La cançó d'obertura del joc la canta May'n.
Va tenir vendes positives al Japó i va ser elogiada tan per crítics japonesos com occidentals. Després del llançament, va rebre contingut descarregable, juntament amb una edició ampliada al novembre del mateix any. També es va adaptar al manga i a una sèrie original d'animació en vídeo. A causa de les baixes vendes de Valkyria Chronicles II, Valkyria Chronicles III no es va localitzar, però el 2014 es va publicar una traducció per a fans compatible amb l'edició ampliada del joc. Media. Vision tornaria a la franquícia amb el llançament de Valkyria Revolution el 2016 i, una seqüela, Valkyria Chronicles 4, es va estrenar a tot el món el 2018.

## El joc
Com en anteriors jocs de Valkyria Chronicles, Valkyria Chronicles III és un joc de rol tàctic on els jugadors prenen el control d'una unitat militar i participen en missions contra les forces enemigues. Les històries es narren a través de plafons de tipus còmic amb retrats de personatges d'animació, amb personatges que parlen parcialment a través de bombolles i parcialment a través del text sense veu. El jugador progressa a través d'una sèrie de missions lineals, que es desbloquegen gradualment com mapes que es poden recórrer lliurement i tornar a jugar a mesura que es desbloquegen. La ruta per arribar a cada ubicació de la història al mapa varia en funció de l'enfocament de cada jugador: quan es tria una opció, l'altra es tanca al jugador. Fora de les missions, els personatges dels jugadors descansen en un campament, on es poden personalitzar les unitats i millorar el personatge. Al mateix temps que les missions principals de la història, hi ha missions secundàries específiques de cada personatge relacionades amb els diferents components de l'esquadró. Un cop acabat el joc, es desbloquegen episodis addicionals, alguns d'ells tenen una dificultat més alta que les que es troben a la resta del joc. També hi ha elements de simulació d'amor relacionats amb les dues principals heroïnes del joc, tot i que tenen un paper molt secundari. El sistema de batalla del joc, el sistema BliTZ, s'ha importat directament des de Valkyira Chronicles. Durant les missions, els jugadors seleccionen cada unitat utilitzant una perspectiva descendent del mapa del camp de batalla: quan es tria un personatge, el jugador el mou pel camp de batalla en tercera persona. Un personatge només pot actuar una vegada per torn, però als jugadors se'ls poden concedir múltiples torns a costa dels torns d'altres personatges. Cada personatge té un camp i una distància de moviment limitada per les seves habilitats especials (Action Gauge). A una sola missió es poden assignar fins a nou personatges. Durant la partida, els personatges demanaran ajuda si els passa res, com ara la reducció dels punts de salut (HP) o si els atacs enemics els han deixat inconscients. Cada personatge té " Potencials " específics, habilitats úniques de cada personatge. Es divideixen en "Potencials Personals", que són les habilitats innates que romanen inalterades llevat que la història dicti el contrari i que poden ajudar o perjudicar un personatge, i "Potencials de Batalla", que creixen al llarg de el joc i sempre concedeixen bonificacions a un personatge. Per aprendre els Potencials de Batalla, cada personatge té una "Taula Mestra" única, una taula d'habilitats basada en una quadrícula que es pot utilitzar per adquirir i enllaçar diferents habilitats. Els personatges també tenen habilitats especials que els atorguen millores temporals en el camp de batalla: Kurt pot activar el "Comandament directe" i moure fins a dos aliats pel camp de batalla amb ell sense esgotar el seu mesurador de punts d'acció, Riela pot canviar a la seva "Forma Valkyria" i tornar-se invencible amb un atac potenciat, mentre que Imca pot apuntar a múltiples unitats enemigues amb la seva arma pesada. Les tropes es divideixen en cinc classes: exploradors, soldats d'assalt, enginyers, llancers i soldats armats. Els soldats poden canviar de classe canviant l'arma assignada. El canvi de classe no afecta massa les estadístiques obtingudes en una classe anterior. Amb la victòria a la batalla, els punts d'experiència s'atorguen a l'esquadró, que es distribueixen en cinc atributs diferents compartits per tot l'equip, una característica que varia del mètode de distribució dels primers jocs als diferents tipus d'unitat.

## Argument
El joc passa durant la Segona Guerra Europea. L'Esquadró de l'Exèrcit Gallian 422, també conegut com "Els Sense Nom", és una unitat militar penal composta per delinqüents, desertors estrangers i delinqüents militars els noms reals dels quals s'han esborrat dels registres i acte seguit se'ls anomena oficialment per números. Els militars gallians els ordenen dur a terme les missions més perilloses que l'exèrcit regular i la milícia no faran, no obstant això, estan a l‘alçada de la tasca, exemplificada pel seu lema, Altaha Abilia, que significa " Sempre a punt ". Els tres personatges principals són el núm.7 Kurt Irving, un oficial de l'exèrcit acusat falsament de traïció que busca redimir-se; l'As núm. 1 Imca, una dona especialista en armes pesants de Darcsen que busca venjança contra les Valkyria que van destruir casa seva; i núm.13 Riela Marcellis, una noia jove, aparentment amb mala sort, que és una Valkyria sense saber-ho. Juntament amb els companys del seu esquadró, aquests tres s'encarreguen de lluitar contra una misteriosa força imperial Darcsen coneguda com a Calamity Raven.
Com que els Sense Nom oficialment no existeixen, els comandaments superiors de l'exèrcit gallià exploten el concepte de negació plausible per tal d'enviar-los a missions que, en cas contrari, farien que la Gallia quedés malament a la guerra. Tot i que a vegades això funciona a favor seu, com una incursió satisfactòria en territori imperial, altres ordres causen una gran angoixa a certs membres de la 422a. Un d'aquests membres, Gusurg, s'enrabia tant que abandona el seu lloc i deserta en les files de Calamity Raven, aferrat a l'ideal d'independència de Darcsen proposat pel seu líder, Dahau. Al mateix temps, membres del Comandament de l'Exèrcit Gallian es preparen per eliminar els Sense Nom per protegir els seus propis interessos. Perseguits per aliats i enemics, i combinat amb la presència d'un traïdor a les seves files, la 422a es mou desesperadament per mantenir-se amb vida, i al mateix temps lluita per ajudar a l'esforç de guerra galliana. Això continua fins que l'oficial al comandament dels Sense Nom, Ramsey Crowe, que es trobava sota arrest domiciliari, l'escorten a la capital de Randgriz per tal de presentar proves que exoneren als soldats cansats i exposar el veritable traïdor, el general gallià que havia acusat Kurt de traïció.
En part a causa d'aquests successos, i en part a causa de les grans pèrdues de mà d'obra que pateix Gallia cap al final de la guerra amb l'Imperi, als Sense Nom se'ls ofereix una posició formal com esquadró en l'exèrcit gallià en lloc de servir com una força anònima a l'ombra. Tanmateix, això dura ben poc, ja que després de la derrota de Maximilià, Dahau i Calamity Raven es preparen per activar una antiga super arma Valkyria dins de l'Imperi, que el seu benefactor ha mantingut en secret. Sense el suport de Maximilian ni l'oportunitat de mostrar la seva vàlua a la guerra amb la Gallia, és l'últim as sota la màniga de Dahau per crear una nova nació de Darcsen. Com una força armada galliana que envaís l'Imperi just després de l'alto el foc de les dues Nacions, sense dubte destruiria la seva nova pau, Kurt decideix tornar a convertir el seu esquadró en els Sense Nom, i demana Crowe que es registri ell mateix i tots els que estiguin sota el seu comandament com a morts en acció. Ara, sense tenir cap altra lleialtat que la seva, el 422è s'enfronta a Dahau i destrueix l'arma Valkyria. Aleshores, cada membre segueix el seu camí per començar de nou les seves vides, i Kurt decideix viure amb Riela o Imca segons l'elecció del jugador.

## Desenvolupament
La feina conceptual per Valkyria Chronicles III va començar després que el desenvolupament acabés a Valkyria Chronicles II a principis de 2010, i el desenvolupament complet va començar poc després. El director de Valkyria Chronicles II, Takeshi Ozawa, va tornar a exercir aquest paper per Valkyria Chronicles III. Les tasques de desenvolupament van durar aproximadament un any. Després del llançament de Valkyria Chronicles II, el personal va examinar tant la resposta popular del joc com el que volien fer després amb la sèrie. Com el seu predecessor, Valkyria Chronicles III es va desenvolupar per a la PSP (PlayStation Portable): això va passar perquè l'equip volia perfeccionar les mecàniques creades per Valkyria Chronicles II, i no havien trobat la idea "revolucionària " que justifiqués una nova entrada per a la PlayStation 3. A causa de la popularitat de la plataforma al Japó, el joc es va crear específicament pensant en el públic japonès, cosa que va donar lloc a personatges més fantàstics que a les Valkyria Chronicles originals. En una entrevista, es va afirmar que l'equip de desenvolupament va considerar Valkyria Chronicles III com la primera seqüela veritable de la sèrie: mentre Valkyria Chronicles II havia requerit una gran quantitat de proves i errors durant el desenvolupament a causa del canvi de plataforma, el tercer joc els va donar l'oportunitat de millorar les millors parts de Valkyria Chronicles II perquè es troben a la mateixa plataforma. A més del personal de Sega dels jocs anteriors, la feina de desenvolupament també la va gestionar Media. Vision. L'argument original el va escriure Kazuki Yamanobe, mentre que el guió el va escriure Hiroyuki Fujii, Koichi Majima, Kishiko Miyagi, Seiki Nagakawa i Takayuki Shouji. La seva història era més fosca i sinistra que la del seu predecessor. La majoria de material creat per jocs anteriors, com el sistema BLiTZ i el disseny de mapes, s'han conservat. Al costat d'això, es van fer millores en els gràfics del joc i alguns elements es van ampliar, com els dissenys de mapes, l'estructura de la missió i el nombre d'unitats de joc per missió. Una part d'aquesta actualització va implicar crear models poligonals únics per al cos de cada personatge. Per tal d'aconseguir això, els elements cooperatius incorporats al segon joc es van eliminar, ja que ocupaven una gran part de l'espai de memòria necessària per a les millores. També van ajustar la configuració de dificultat i la facilitat de joc perquè poguessin atraure a nous jugadors mentre conservaven els components essencials del joc de la sèrie. Els sistemes més nous es van decidir al principi del desenvolupament Els dissenys dels personatges els va fer Raita Honjou, que ja havia treballat en els jocs anteriors de Valkyria Chronicles. Al crear l'Esquadró Sense Nom, Honjou es va enfrontar al mateix problema que ja havia tingut durant el primer joc: els uniformes militars essencialment destruïen la individualitat dels personatges, tot i que ell necessitava crear personatges únics que el jugador pogués identificar i a el mateix temps mantenir un sentit de realitat dins el món de Valkyria Chronicles. El color principal dels Sense Nom era el negre. Igual que amb els anteriors jocs de Valkyria, Valkyria Chronicles III va utilitzar el motor gràfic de CANVAS. La cançó d'inici de l'anime la va produir Production I.G.

### Música
La música la va compondre Hitoshi Sakimoto, que també havia treballat en els jocs anteriors de Valkyria Chronicles. Quan es va assabentar del projecte, va pensar que podria tenir un to lleuger similar a les altres Valkyria Chronicles, però va trobar els temes molt més foscos del que s'esperava. Un dels primers temes que va dissenyar al voltant de la seva visió original del projecte el van rebutjar. Va refer el tema principal unes set vegades al llarg de la producció musical a causa d'aquesta necessitat de replantejar el joc. El tema principal es va enregistrar inicialment amb una orquestra, després Sakimoto va eliminar elements com la guitarra i el baix, i després va ajustar el tema mitjançant un sintetitzador abans de refer segments com la peça de guitarra pel seu compte abans d'incorporar-los al tema. El tema principal rebutjat es va utilitzar com una tonada esperançadora que sonava durant el final del joc. Els temes de les batalles es van dissenyar al voltant de el concepte d'una "batalla moderna" divorciada d'un escenari de fantasia mitjançant l'ús d'instruments musicals moderns, construïts per crear una sensació de atonalitat. Encara que Sakimoto estava més acostumat a treballar amb música sintetitzada, va sentir la necessitat d'incorporar instruments en viu, com l'orquestra i la guitarra. La guitarra la va tocar Mitsuhiro Ohta, que també va arranjar diversos temes posteriors. El tema inicial del joc, "Si ho desitges ..." (" If You Wish for...") (もしも君が願うのなら, Moshimo Kimi ga Negauno Nara), el va cantar la cantant japonesa May'n. El seu tema era la raó per la qual els soldats lluitaven, en particular el seu desig de protegir allò que era valuós per a ells en lloc d'un sentit de la responsabilitat o el deure. Les seves lletres les va escriure Seiko Fujibayashi, que havia treballat amb May'n en senzills anteriors.

### Llançament
El setembre de 2010, Sega va obrir una pàgina web d'avançaments, que insinuava un nou joc de Valkyria Chronicles. En el seu número de setembre, Famitsu va publicar que Senjō no Valkyria 3 arribaria a la PSP. La seva primera aparició pública va ser a la Tòquio Game Show (TGS) de 2010, on es va posar a disposició dels periodistes i assistents una demo. Durant la publicitat, es van filtrar pocs detalls de la història per mantenir l'interès dels jugadors potencials, i a més alguns dels seus continguts encara es trobaven en procés d'elaboració en el moment de fer-se públic. El gener de 2011 es va començar a publicar una novel·la visual episòdica Flash, escrita per Fujii, amb la intenció de promocionar el joc i detallar la història que condueix als esdeveniments del joc. El joc es va llançar el 27 de gener de 2011. Durant una entrevista, l'equip de desenvolupament va dir que el joc tenia la capacitat de descarregar contingut (DLC), però que no hi havia plans acabats. Múltiples mapes del DLC, amb missions addicionals i personatges per reclutar, es van publicar entre febrer i abril de 2011. Una edició ampliada del joc, Valkyria Chronicles III Extra Edition, va sortir el 23 de novembre de 2011. Empaquetat i venut a un preu més baix que l'original, el joc Extra Edition, incloïa set episodis addicionals: tres de nous, tres elegits per personal del DLC del joc, i un posat a disposició com a bonificació per a les reserves avançades. Les persones que també tenien el joc original podien transferir les seves dades desades entre versions. A diferència dels seus dos predecessors, Valkyria Chronicles III no es va vendre a occident. Segons Sega, això es va deure a les poques vendes de Valkyria Chronicles II i la general impopularitat de la PSP a occident. Al febrer del 2012 es va començar a desenvolupar un pedaç de traducció no oficial dels fans: els jugadors amb una còpia de Valkyria Chronicles III podrien descarregar i aplicar el pedaç, que traduïa el text del joc a l'anglès. Compatible amb l‘Extra Edition, el pedaç va sortir el gener de 2014.

## Recepció
El dia del seu llançament al Japó, Valkyria Chronicles III va encapçalar les llistes de vendes de plataformes exclusives i multiplataforma. A principis de febrer, el joc va vendre 102.779 unitats, quedant en segon lloc per darrere de The Last Story per a la Wii A finals d'any, el joc havia venut més de 152.500 unitats. Famitsu va gaudir de la història i es va mostrar especialment satisfet amb les millores en el joc. La pàgina web japonesa Game Watch Impress, tot i assenyalar negativament el seu ritme i els elements reciclats de jocs anteriors, es va mostrar en general positiva amb la seva història i els seus personatges, i ha considerat que la seva jugabilitat era entretinguda malgrat els desagradables pics de dificultat. L'escriptor de videojocs de 4Gamer.net, Naohiko Misuosame, en un article de "Play Test" basat en una demostració del joc de PSN, va considerar que Valkyria Chronicles III proporcionava una "sensació profunda de tancament" per a la sèrie de Valkyria Chronicles. Va elogiar el seu mode de joc tot i les molestes limitacions en determinats aspectes com les habilitats especials, i va destacar positivament el seu canvi d'història cap a un to similar al del primer joc. La Revista Oficial de PlayStation - Regne Unit va lloar la història que difumina la posició moral de Gallia, l'estil artístic i la majoria dels punts de la seva jugabilitat, destacant positivament aquesta última tant per la seva qualitat contínua com pels ajustos d'equilibri i contingut. La seva única crítica important van ser els múltiples pics de dificultat, cosa que ja havia afectat els jocs anteriors. Heath Hindman de la web de videojocs PlayStation Lifestyle, va elogiar l'addició d'elements no lineals i les millores o l'eliminació de la mecànica des de Valkyria Chronicles II, a més d'elogiar el retorn a l'estil de joc dels jocs anteriors. També es va destacar positivament el to seriós de la història. Els punts criticats de la revisió van ser els elements reciclats, les escenes de tall incòmodes que semblaven incloure tots els personatges en una escena sense cap motiu, els temes de ritme, i els problemes ocasionals amb la IA del joc. En un avançament de la demo de TGS, Ryan Geddes d‘IGN es va mostrar entusiasmat pel rumb que prendrà el joc un cop completada la demo, a més a més de gaudir de les millores visuals respecte a Valkyria Chronicles II. Richard Eisenbeis, de Kotaku, es va mostrar molt positiu amb el joc, citant la seva història com un retorn a la forma després de Valkyria Chronicles II i la seva jugabilitat com la millor de la sèrie. Les seves crítiques principals van ser la seva llargada i repetició de joc, també li va saber greu que no es localitzés.

## Llegat
Kurt, Riela i Imca van sortir al «crossover» de Nintendo 3DS Project x Zone, que representa la sèrie de Valkyria. Media. Vision tornaria a la sèrie per desenvolupar Valkyria Revolution, amb Ozawa repetint com a director. Revolution és un videojoc de rol per a PlayStation 4 i Xbox One que forma el començament d'una nova sèrie dins de la franquícia Valkyria.

### Adaptacions
Com els seus predecessors, Valkyria Chronicles 3 va rebre diverses adaptacions als mitjans i spin-offs. El mateix any que va sortir el joc, A-1 Pictures va desenvolupar una sèrie d'animació original en vídeo de dos episodis titulada Senjō no Valkyria 3: Taga Tame no Jūsō. Es van produir dues adaptacions a manga, seguint a cadascuna de les principals protagonistes femenines de el joc, Imca i Riela, un il·lustrada per Naoyuki Fujisawa i publicada en dos volums per Kadokawa Shoten en 2012, l'altra il·lustrada per Mizuki Tsuge i publicada en un sol volum, també per Kadokawa Shoten en 2012.